# 品牌劫持
品牌劫持（英語：或Brand Hijacking），是一種惡意的商業或營銷行為，指一個人或企業採用或假冒其他著名的品牌，在社交網站 (如facebook, twitter, 新浪微博等)或博客中註冊，或自行製作相似的網站。然後以該品牌的名義在社交網站、博客或網站中，假以其著名品牌的名義發表文章、或進行交易或商業活動。